# Sawanobori Masaaki
Sawanobori Masaaki (sinh ngày 12 tháng 1 năm 1970) là một cầu thủ bóng đá người Nhật Bản.

## Đội tuyển bóng đá quốc gia Nhật Bản
Sawanobori Masaaki thi đấu cho đội tuyển bóng đá quốc gia Nhật Bản từ năm 1993 đến 2000.

## Thống kê sự nghiệp
| Đội tuyển bóng đá Nhật Bản | Đội tuyển bóng đá Nhật Bản | Đội tuyển bóng đá Nhật Bản |
| Năm                        | Trận                       | Bàn                        |
| -------------------------- | -------------------------- | -------------------------- |
| 1993                       | 5                          | 1                          |
| 1994                       | 6                          | 1                          |
| 1995                       | 0                          | 0                          |
| 1996                       | 0                          | 0                          |
| 1997                       | 0                          | 0                          |
| 1998                       | 0                          | 0                          |
| 1999                       | 1                          | 0                          |
| 2000                       | 4                          | 1                          |
| Tổng cộng                  | 16                         | 3                          |